# Lijst van Italiaanse historische motorfietsmerken D-E-F
Lijst van Italiaanse historische motorfietsmerken zonder eigen artikel D-E-F

### Dall'Oglio
Dall'Oglio is een historisch merk van motorfietsen. Guido Dall'Oglio was een van de oprichters van het merk GD in Bologna maar begon in 1926 opnieuw voor zichzelf. Hij maakte vanaf die tijd 125 cc motoren met bronzen cilinderkoppen en twee versnellingen.

### Dardo
Dardo is een historisch motorfietsmerk. Fabbrica Ciclimotori Dara, Torino. Italiaans merk dat vanaf 1926 voor die tijd moderne lichte motorfietsen met 124- en 132 cc tweetaktmotoren bouwde. Vanaf 1928 verviel de 124 cc-versie en kwam er een 174 cc viertakt voor in de plaats. Deze modellen bleven tot het einde in productie. Dat einde kwam na 1930.

### Deca
Deca is een historisch merk van motorfietsen, geproduceerd door Societá Motori Deca, Borgo Piave, Latina van 1955 tot- -1958). Italiaans merk dat aanvankelijk een 48 cc viertakt bromfiets produceerde. Later vorgde er een 100 cc motorfiets, eveneens met een viertaktmotor. Deze modellen bleven tot 1957 in productie. Toen kwamen er nieuwe 100- en 125 cc-modellen. In 1958 eindigde de productie.

### Doglioli & Civardi
Doglioli & Civardi is een historisch motorfietsmerk dat werd geproduceerd door Ditta Doglioli & Civardi, Torino van 1929 tot1935). Dit was een klein Italiaans bedrijf dat aanvankelijk de 170 cc Norman-kopklepmotor inbouwde, later 173- tot 497 cc New Imperial-, MAS-, JAP- en Python-motoren. De constructeur was Cesare Doglioli. Toen hij in 1935 bij een verkeersongeval om het leven kwam eindigde de productie.

### Dominissimi
Dominissimi is een historisch motorfietsmerk. Fratelli Dominissimi, Pordenone (1924 - 1928). Dit was een Italiaans merk dat lichte motorfietsen met 172- en 248 cc DKW-motoren maakte.

### Dotta
Dotta is een historisch motorfietsmerk. Motocicli A. Dotta, Torino (1924 - 1926). Klein Italiaans merk dat 123 cc Piazza-blokken inbouwde. Men maakte motorfietsen en lichte transportvoertuigen.

### Elect
Elect is een historisch merk van motorfietsen. Elect Motocicli Ladetto & Co., Turijn 1920 - 1923. Italiaans motormerk dat motorfietsen bouwde die door Ladetto, Ubertalli en Cavalchini ontworpen waren. De machines hadden een dwarsgeplaatste 492 cc tweecilinder-boxermotor met drie kleppen per cilinder. De versnellingsbak lag onder de achterste cilinder.

### Elsa
Elsa is een historisch merk van motorfietsen. Società Elsa, Brescia (1920). Italiaans merk van Carlo Sorelli dat kleine hulpmotoren maakte. Deze luchtgekoelde 75 cc tweetaktmotoren werden naast het achterwiel van een fiets gemonteerd en haalden een topsnelheid van 40 km/uur. Het achterwiel werd door een korte ketting aangedreven. Waarschijnlijk werd er alleen in 1920 geproduceerd.

### Ercoli-Cavallone
Ercoli-Cavallone is een historisch merk van motorfietsen. Motocicli Ercoli-Cavallone, Torino 1922 - 1923. Dit was een weinig succesvol Italiaans merk dat een 500 cc tweetakt-V-twin bouwde. De cilinders waren uit elkaar geplaatst zodat elke cilinder zijn eigen voorcompressieruimte had. In het carter zat een scheidingswand. De achterste cilinder had hierdoor een betere koeling.

### Fiam
Fiam is een historisch Italiaans merk van clip-on motoren. Societa Italiana Autocicli Motoleggere, Milano 1923 - 1925. Door Lelio Antonioli ontworpen 110 cc clip-on motor die echter snel van de markt verdween.

### FIAMC
Fiamc is een historisch merk van motorfietsen en scooters. FIAMC stond voor: Fabbrica Italiana Auto Moto Cicli, Parma 1951 - 1953. Dit Italiaanse merk bouwde 123 cc tweetakt-motorfietsen en scooters.

### FIT
FIT is een historisch merk van motorfietsen. Fabbrica Italiana Ottavio Quadrio, Milano 1950 - 1954. Italiaans merk dat 123- en 147 cc ILO-motoren inbouwde.

### FMT
FMT is een historisch motorfietsmerk. Fratelli Mattarollo, Torino 1922 - 1930. FMT was een Italiaans merk dat op beperkte schaal 124 cc motorfietsen met tweetaktmotoren maakte.

### FVL
FVL is een historisch Italiaans merk van motorfietsen. FVL: Francesco Vincenzo Lanfranchi, Milano 1926 - 1935. Lanfranchi was coureur en motorimporteur die 123- en 173 cc Moser-kopklepmotoren in eigen frames bouwde. In 1929 maakten de FERT-constructeurs Bonamore en Forlani een zeer moderne 173 cc kopklepper voor FVL. In 1932 kwam daar nog een 248 cc-model bij.

### Fabrizio
Fabrizio was een Italiaans motorfietsmerk dat in 1975 op de markt kwam met slechts één model, een 125 cc crosser. Daarna is er van het merk niets meer vernomen.

### Faggi
Faggi is een historisch motorfietsmerk. Motocicli Pietro Faggi, Milano 1950 - 1953. Italiaans bedrijf dat lichte motorfietsen maakte met 123- en 198 cc Villiers-motoren en 125- en 175 cc ILO-motoren. Men maakte ook driewielige transportvoertuigen met dezelfde motorblokken.

### Faini
Faini is een historisch Italiaans merk van fietsen, hulpmotoren en motorfietsen. Faini: Motocicli Pietro Vassena, Lecco 1923 - 1927. Faini maakte eerst 106 cc hulpmotoren voor fietsen, later ook lichte motorfietsen met een eigen 198 cc zijklepmotor. Deze werden vanaf 1926 waarschijnlijk onder de naam Vassena verkocht.

### Falco
Falco is een historisch merk van motorfietsen. Ditta Erminio di Giovanni, Vercelli 1950 - 1953. Klein Italiaans merk dat motorfietsen maakte met 98- en 147 cc Sachs-blokken.

### Ferraris
Ferraris is een historisch motorfietsmerk, gebouwd door Ditta Motocicli Ferraris uit Milaan. Dit was een kleine Italiaanse firma die in haar enige jaar van bestaan (1903 of 1913) verstevigde fietsframes met een 2 pk Peugeot-motor leverde.

### Fert
Fert is een historisch merk van motorfietsen. Fert: Ferruccio Calamida, Milano 1926 - 1929. Italiaanse fabriek die enkele 173 cc motorfietsen met eigen kopklepmotor bouwde.

### Fimer
Fimer is een historisch Italiaans merk van scooters en motorfietsen. Het merk Fimer uit Milaan presenteerde in 1952 een scooter met 125 cc tweetaktmotor. Later volgde nog een luxe versie van deze scooter en van 1953 tot 1957 werden er ook 125 cc motorfietsen gemaakt, die “Rondine” heetten.

### Focesi
Focesi is een historisch merk van scooters en lichte motorfietsen. Ditta Alfredo Focesi, Milano 1948 - 1955. Dit Italiaanse merk bouwde 50 cc scooters met liggende tweetaktmotor, die op de achterbrug zat. Ook produceerde men vanaf 1953 50- en 100 cc motorfietsjes. De machines werden ook onder de naam Gloria verkocht.

### Fochj
Fochj is een historisch merk van motorfietsen, geproduceerd door Fochj Ditta Reva, later Reva Costruzione Rappresentanze Veicoli, Bologna (1954 - 1957). Italiaanse fabriek die haar motorfietsen van NSU-blokken van 49-, 98 en 246 cc voorzag, waaronder ook de “Max” kopklepper.

### Foroni
Foroni is een historisch Italiaans merk van vouwmotorfietsen. Morizio Foroni begon in 1975 in Modena met de productie van de Zucchero-vouwmotorfiets. Deze had een 48 cc Morini-tweetaktmotor. In samengeklapte toestand was het machientje 55 cm hoog, 65 cm lang en 35 cm breed.

### Franchi
Franchi is een historisch merk van motorfietsen, geproduceerd door Ditta Giovanni Franchi, Milano. Italiaans bedrijfje dat 98-, 123-, 147- en 174 cc Sachs-motoren inbouwde. Men begon hiermee in 1950 en de productie werd tussen 1956 en 1960 beëindigd.

### Freccia Azzurra
Freccia Azzurra is een model scooter dat in 1951 is ontwikkeld door Giuseppe del Bianco. Hij werd aangedreven door een 125 cc Puch-motor. In 1952 werd het model verbeterd en voorzien van een 147 cc Sachs-blok.

### Frejus
Frejus is een historisch merk van motorfietsen, geproduceerd door Frejus S.p.A, Torino van 1955 tot 1968. Kleine Italiaanse fabrikant van bromfietsen met 50 cc motoren van Rex en Sachs en lichte motorfietsen met FB Minarelli-blokken.

### Frigerio Puch
Frigerio Puch is een historisch motorfietsmerk. Italiaans bedrijf (Luigi Frigerio), dat sinds 1977 in opdracht van Puch lichte terreinmotoren bouwde die voorzien waren van een Rotax-motorblok. Oorspronkelijk werden deze motoren bij Puch in Graz-Thondorf gemaakt. Waarschijnlijk eindigde de productie in de eerste helft van de jaren negentig.

### Frisoni
Frisoni is een historisch merk van motorfietsen, geproduceerd door Electro Meccanica Luigi Frisoni, Gallarate van 1952 tot 1957. Frisoni bouwde mooie 160 cc scooters en 123 cc motorfietsen met Villiers-tweetaktblokken.

### Fulgor (Milaan)
Fulgor is de naam van een historisch motorfietsmerk, geproduceerd door G. Presenti, Milaan van 1922 tot 1926. Dit was een kleine Italiaanse fabriek die gemotoriseerde fietsen met een eigen 143 cc tweetakt-hulpmotor produceerde. Er was nog een merk met deze naam, zie Fulgor (Frankrijk).